# Edgard-Louis-Marcel Fulcrand
Edgard-Louis-Marcel Fulcrand, francoski general, * 1881, † 1955.